# Gordon J. Humphrey

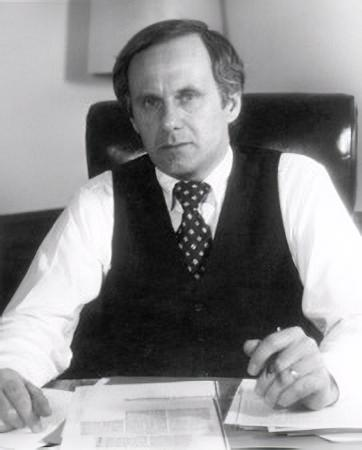
Gordon J. Humphrey

Gordon John Humphrey (* 9. Oktober 1940 in Bristol, Connecticut) ist ein US-amerikanischer Politiker der Republikanischen Partei aus New Hampshire. Er gehörte von 1979 bis 1990 dem Senat der Vereinigten Staaten an.

## Leben
Humphrey wurde am 9. Oktober 1940 in Bristol geboren. Er besuchte die George Washington University und die University of Maryland, College Park. Von 1958 bis 1962 diente er in der United States Air Force und war ab 1964 professioneller Pilot. Später trat er der Republikanischen Partei bei und wurde 1978 in den US-Senat gewählt. Dort saß er unter anderem in den Ausschüssen für Außenpolitik, Verteidigung und Justiz. 1984 wurde er wieder in den Senat gewählt, trat jedoch vor Ablauf seiner Amtszeit im Dezember 1990 zurück, weil er in den Senat von New Hampshire gewählt werden wollte, was ihm auch gelang. Derzeit lebt Humphrey in Concord.
2013 geriet Humphrey erneut in die Medien, als er in einer E-Mail erklärte, der Whistleblower Edward Snowden habe das Richtige getan. Im Jahr 2016 war Humphrey einer der Delegierten auf dem Nominierungsparteitag des Präsidentschaftskandidaten für den unterlegenen John Kasich. Im August 2016 erklärte er, die demokratische Kandidatin Hillary Clinton wählen zu wollen, wenn das nötig sei, um den republikanischen Bewerber, den „Soziopathen“ Donald Trump, zu verhindern.